# Elna Kiljander
Elna Julia Sofia Kiljander (4 de noviembre de 1889, Sortavala – 21 de marzo de 1970, Helsinki) fue una de las primeras arquitectas de Finlandia. Es reconocida no solo por sus modelos de casas y cocinas, sino también por su mobiliario. Uno de sus diseños más importantes fue la casa funcionalista Ensi-Koti en Helsinki.

## Biografía

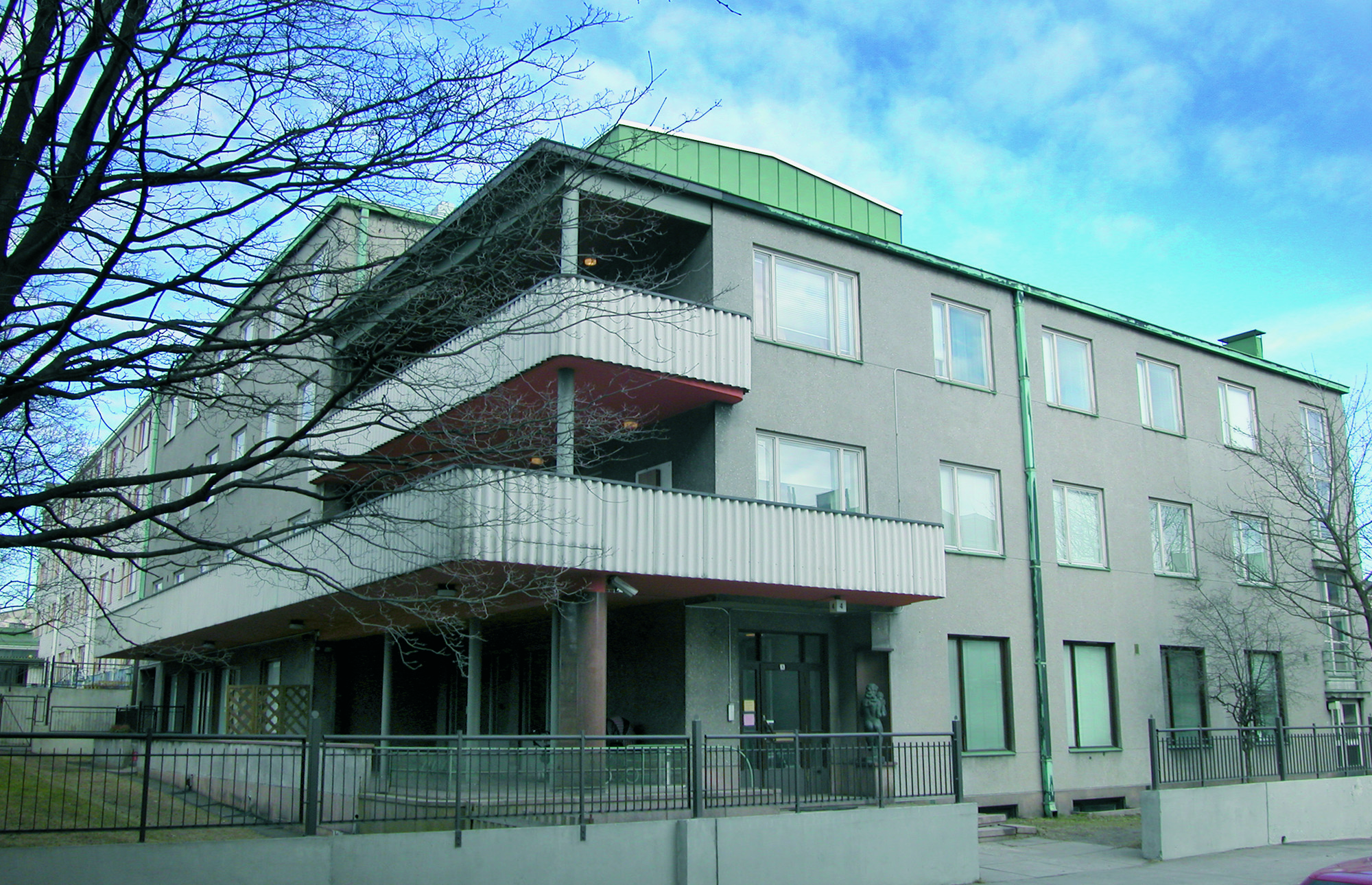
La casa Ensi-Koti diseñada por Elna Kiljander

Era la hija del profesor de música Nikolai Nils Kilander y su mujer sueca Julia Svensson. Después de la muerte de su padre en 1898, su familia se trasladó a Helsinki. Se graduó en arquitectura en la Universidad Politécnica de Helsinki en 1915 y enseñó diseño gráfico en Povenets (Carelia), regresando a Finlandia el año siguiente.
Kiljander se interesó por el Funcionalismo cuándo visitó la Exposición de Estocolmo de 1930. Posteriormente adoptó el estilo en sus diseños de alojamientos así como en los modelos de cocina que desarrolló para Marttaliitto. Uno de sus trabajos más importantes es la casa para madres solteras y sus hijos Ensi-Koti. Ella misma fue madre soltera después de un breve matrimonio con el escultor Gunnar Finne de 1918 a 1926. En colaboración con la artista textil Marianne Strengell fundó Koti-Hemmet, un empresa de diseño de interiores donde diseñó mobiliario en un estilo muy parecido al que más tarde adoptó Alvar Aalto. Influida por el desarrollo del diseño sueco, su trabajo ejerció un impacto significativo en el diseño de interior finlandés en los años 1930. En 1949, su empresa Koti-Hemmet declaró la bancarrota, lo que provocó que Kiljander se retirara de su trabajo arquitectónico.
Kiljander fue feminista, miembro de Architecta, la asociación de arquitectura de las mujeres finlandesas, desde su fundación en 1942. Kiljander realizó una gran contribución a la historia de la arquitectura finlandesa.